# Hasso von Wedel (Audiologe)
Hasso Wedigo von Wedel (* 1943 in Kolberg in Pommern) ist ein deutscher Audiologe.

## Leben
Hasso von Wedel ist ein Angehöriger der pommerschen uradligen Familie von Wedel. Er ist Sohn des Offiziers Wedigo von Wedel aus Emmasthal im Kreis Kolberg-Körlin und der Jutta von Wedel geb. Osterwald. Der aus Neuwedell stammende General Hermann Alexander Wilhelm von Wedel ist sein Urgroßvater.
Nach dem Abitur in Bonn und einer Ausbildung zum Reserveoffizier bei der Fernmeldetruppe studierte er Nachrichtentechnik an der RWTH Aachen. Im Anschluss an seine Diplomprüfung wurde er wissenschaftlicher Mitarbeiter in der Audiologischen Abteilung der Universitäts-HNO-Klinik Bonn. Ein neben seiner klinischen Tätigkeit betriebenes zweites Studium der Phonetik und Kommunikationsforschung an der Universität Bonn beendete er mit der Promotion zum Dr. phil.
Aufgrund seiner Habilitationsschrift „Ein Beitrag zum Zeitauflösungsvermögen des Gehörs“ erhielt er 1982 die Lehrbefugnis für Audiologie an der Rheinischen Friedrich-Wilhelms-Universität Bonn. Zwischen 1987 und 2008 war er Professor für Audiologie und Pädaudiologie an der Universität zu Köln. Er ist Gründungs- und Ehrenmitglied der Deutschen Gesellschaft für Audiologie.

## Schriften (Auswahl)
- mit Thomas Lenarz und Harald Feldmann (Hrsg.): Tinnitus. 2. Auflage. Thieme, Stuttgart / New York 1998, ISBN 3-13-770002-7.
- mit Hans-Joachim Opitz: Einfluss der eingeschränkten Tubenfunktion auf das Mittelohr. Westdeutscher Verlag, Opladen, 1982, ISBN 3-531-03106-6.
- mit Hans-Joachim Opitz: Einfluss des zeitlichen Auflösungsvermögens auf Selektionsstörungen des Gehörs: ein Beitrag zum Zeitauflösungsvermögen der Gehörs. Westdeutscher Verlag, Opladen 1982, ISBN 3-531-03126-0.
- Ein Beitrag zum Zeitauflösungsvermögen des Gehörs. Habilitationsschrift. Univ., Med. Fak., Bonn 1981, DNB 211776866.
- Korrelationsvorgänge und zeitliches Auflösungsvermögen beim dichotischen Hören. Dissertation. Univ., Philos. Fak., Bonn 1977, DNB 770807801.
- mit Rudolf Wohlleben: Komplexes Fernfeld und Phasenzentrum glattwandiger Kegelhornstrahler. Max-Planck-Inst. für Radioastronomie, Bonn 1973, DNB 850228409.